# Alex Zülle
Alex Zülle (Wil, 5 de julho de 1968) é um ex-ciclista suíço que competia em provas de ciclismo de estrada. Durante a década de 1990 ele foi um dos melhores ciclistas do mundo, tendo entre suas principais conquistas as vitórias em duas edições da Vuelta a España, além de obter uma segunda colocação no Tour de France de 1999. Ele também foi campeão na prova de contrarrelógio do Campeonato Mundial da UCI de 1996.

## Biografia

### Início da carreira
Zülle é filho do suíço Walter Zülle e da neerlandesa originária de Brabante do Norte Wilherlmine, e nasceu e cresceu em Wil, no cantão de São Galo. Quando jovem, ambicionava tornar-se um esquiador. Ele e sua família investiram muito em sua carreira na neve, no entanto, aos 18 anos, um acidente acabou por lesioná-lo. Enquanto se recuperava na Holanda, ele começou a andar de bicicleta para auxiliar na sua reabilitação, antes de desistir afirmando que enfrentava muito vento.
Porém, seu pai, que havia investido dinheiro na compra do equipamento para o novo esporte, acabou convencendo-o a dar ao ciclismo uma nova chance quando voltassem para a Suíça. Depois de vários anos obtendo sucesso como amador, Zülle decidiu profissionalizar-se em 1991. Ele abordou Paul Köchli, ex-diretor de esportes da equipe suíça "Helvetia" sem sucesso. Köchli não enxergou Zülle como um professional, e acabou por contratar Laurent Dufaux em seu lugar.
Zülle então tentou convencer Manolo Saiz, mas foi rejeitado que afirmou que, dentre vários motivos, estava o fato que ele não contratava competidores que utilizavam brincos. Mais tarde Saiz acabou retrocedendo e permitiu que Zülle competisse pela equipe ONCE na Volta a Cataluña. Durante a corrida ele atacou em todas as oportunidades e seus esforços acabaram recompensados conquistando uma terceira colocação na prova. Saiz cedeu e Zülle acabou assinando seu primeiro contrato como profissional em setembro de 1991. Ele permaneceu competindo pela ONCE até 1997, que era uma equipe espanhola composta em sua maior parte por ciclistas espanhóis. Zülle somente falava alemão quando se juntou ao time. Mas por volta de 1993, durante a Vuelta a España ele já respondia aos jornalistas em espanhol.

### O caso Festina
Em 1998, Zülle fazia parte da equipe da fábrica de relógios Festina. O time acabou banido do Tour de France de 1998 depois de alegações sérias de doping. Esta ocasião ficou conhecido como o caso Festina. Mais tarde cinco ciclistas da Festina, incluindo Zülle, admitiram o uso de EPO. Ele alegou que teve de se dopar para atender as pressões dos patrocinadores. Alegou também que durante o interrogatório com a polícia não foi permitido a ele o uso de seus óculos. Em 28 de novembro de 1998 os resultados das análises das amostras de sangue retiradas dos ciclistas foi divulgada e Zülle possuía um nível de hematrócitos de 52,3%, 2,3% acima do limite de 50%.

### 1999–2004
Durante sua carreira, Alex Zülle também competiu pelas seguintes equipes: Banesto (1999-2000), Coast (2003) e Phonak (2003-2004). Apesar das suas impressionantes conquistas, sua carreira coincidiu com as de Miguel Indurain, vencedor de cinco edições do Tour de France e de Lance Armstrong, heptacampeão do Tour de France, o que não permitiu que ele vencesse a principal competição do ciclismo mundial, porém ele terminou em segundo lugar por duas vezes. Apesar disso, Zülle teve sucesso na Vuelta a España, Giro d'Italia, Tour des Flandres, Tour de Romandie, entre outras provas.
Zülle se aposentou em 2004 e organizou uma festa para seus fans em Wil em outubro deste mesmo ano.